# Bass Player
Bass Player es una revista escrito para bajistas. Cada publicación ofrece gran variedad de entrevistas, lecciones, reseñas sobre equipamiento y una tablatura de bajo de alguna canción popular. La revista se fundó en 1989 como spinoff de la revista Guitar Player, con Jim Roberts como editor.
Actualmente se publica a través de New Bay Media y organiza un evento anual para bajistas llamado Bass Player LIVE!. Entre 2004 y 2007 Bass Player LIVE! se hacía en Nueva York; a partir de 2008 se organiza en Hollywood, California.